# Birger Jensen (fodboldspiller)
 For alternative betydninger, se Birger Jensen. (Se også artikler, som begynder med Birger Jensen)
Birger Quistorff Jensen (født 1. marts 1951, død  4. april 2023 i Brugge) var en dansk fodboldmålmand, der i perioden 1973-1979 spillede 19 landskampe og holdt målet rent i 5.
Birger Jensen debuterede i 1. division i 1969 og spillede i fem sæsoner for B 1903. I september 1973 debuterede han på landsholdet, på et dansk hold der vandt 1-0 over Norge i Trondheim. Efter at han havde spillet godt i flere lands- og klubkampe blev han i 1974 købt af den belgiske klub Club Brugge, det blev til hele 382 kampe i målet for Club Brugge, inden han skiftede til den noget mindre, belgiske klub SK Lierse, og kort efter igen til hollandsk fodbold, hvor han afsluttede karrieren med godt et halvt år hos RKC Waalwijk og en kort tid i FC Varsenare
Birger Jensen spillede sin sidste landskamp i 1979 i sejren 3-1 på udebane over Spanien – en kamp hvor Preben Elkjær fik sit gennembrud med to scoringer – men hans plads blev herefter overtaget af KB's Ole Qvist.
Birger Jensen var lillebror til den professionelle bokser Ralf Jensen.
Efter sin fodboldkarriere blev Birger Jensen boende i Belgien og arbejdede som mekaniker i et dækcenter. Han døde 4. april 2023 i en alder af 72 år på et sygehus i Brugge, som han var indlagt på.

## Klubber på eliteniveau
- B 1903 (1969-1974)
- Club Brugge (1974-1988)
- SK Lierse (1988)
- RKC Waalwijk (1988-1989)
- FC Varsenare

## Bedrifter
- Dansk mester 1969 og 1970 (Benno Larsen var 1. målmand)
- Belgisk mester 1976, 1977, 1978, 1980 og 1988.
- Belgiske pokalvinder 1977 og 1986.
- Tabende deltager i UEFA Cup finale i 1976 og mesterholdenes Europa Cup finale 1978.